# Schrattenbach
Schrattenbach là một thị xã thuộc huyện Neunkirchen trong bang Niederösterreich.